# Międzyleś (Węgrów)
Pour les articles homonymes, voir Międzyleś.
Międzyleś (prononciation : [mjɛnˈd͡zɨlɛɕ]) est un village polonais situé dans la gmina de Miedzna dans le powiat de Węgrów et en voïvodie de Mazovie dans le centre-est de la Pologne.
Ce village se trouve à environ 9 kilomètres au nord-ouest de Miedzna, 13 kilomètres au nord de Węgrów (chef-lieu du powiat) et à 76 kilomètres au nord-est de Varsovie (capitale de la Pologne).

## Histoire
De 1975 à 1998, le village appartenait administrativement à la voïvodie de Siedlce.